# Любовь/Ненависть
«Любовь/Ненависть» (англ. Love/Hate) — телевизионная драма производства ирландского телеканала Raidió Teilifís Éireann. Премьера сериала состоялась в 2010 году на RTÉ One и RTÉ Player. Сериал рассказывает истории персонажей из преступного мира Дублина.
Съемки сериала проходили в Дублине и его окрестностях. Популярность сериала растет с самого момента его запуска, а с выходом 3 сезона аудитория сериала перевалила за 1 миллион человек.
В 2017 году актёр сериала Джон Коннорс подтвердил информацию, что съемки новых серий отменены и сериал не будет более производиться.

## Описание
История сериала разворачивается в криминальном Дублине. Первый сезон представляет нам ДжонБоя, криминального авторитета, и четверых его друзей — Даррена, Найджа, Робби и Томми в качестве членов его банды. В этом сезоне так же фигурируют Рут Негга, Рут Брэдли и Крис Ньюман. История сфокусирована на соперничестве внутри криминальной среды и психологических последствиях от насилия для Даррена.
Первый эпизод сериала собрал аудиторию примерно в 900,000 человек, что составляет 35 % от всей доступной аудитории.
Производство каждой серии стоило примерно €600,000.

## В ролях
- Киллиан Скотт — Томас «Томми» Дэйли
- Эйвин МакГиннити — Патриция «Триш» Дэлани
- Том Вон-Лолор — Найджел «Найдж» Дэлани
- Чарли Мёрфи — Шивон Дэлани
- Лоуренс Кинлан — Эрик «Элмо» Крид
- Питер Кунан — Фрэнсис «Фран» Куни
- Марк Данн — Эдриан «Эйдо» Кенни
- Роберт Шиэн — Даррен Триси
- Крис Ньюман — Робби Триси
- Брин Глисон — Хью Пауэр
- Рут Брэдли — Мери Триси
- Рут Негга — Роузи Мойнихан
- Питер Кэмпон — Стивен «Стомпи» Дойл
- Сьюзэн Лунейн — Дэбби
- Эйдан Гиллен — «Джон Бой» Павер
- Брайан Ф. О’Бирн — Мик Мойнихан

## Производство
Сериал производился компанией Octagon Films по заказу RTÉ Drama. Продюсеры — Саймон Мэсси, Сьюзан МакОли и Джеймс Флинн. Съемки первого сезона начались 12 октября 2009 года. Сценарий написан Стюартом Кароланом. Сериал был полностью снят на Red Digital Cinema Camera Company, которая теперь называется Arri Alexa.
Съемки второго сезона начались в марте 2011 года в Дублине.
12 декабря 2011 года RTÉ.ie сообщили, что третий сезон сериала уже находится в производстве. Raidió Teilifís Éireann подтвердили это 17 января 2012 года.
18 декабря 2012 года Irish Independent сообщила, что съемки 4 сезона начнутся ближе в Новому году. Первая серия сезона была показана 6 октября 2013 года. В ноябре этого же года Raidió Teilifís Éireann выпустила 4 сезон сериала Любовь/Ненависть на DVD.